# Mitteldeutscher Rundfunk

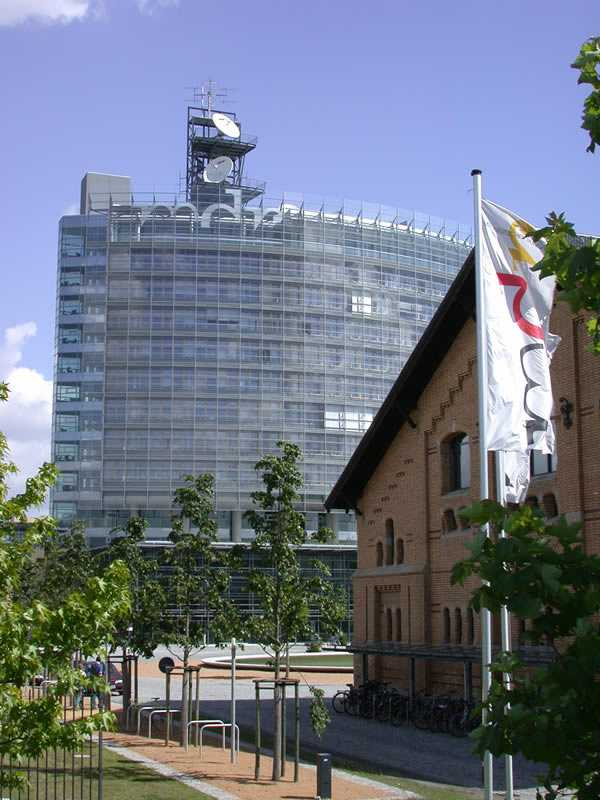
Le MDR-Zentral à Leipzig-Südvorstadt

La Mitteldeutscher Rundfunk (« Radiodiffusion de l'Allemagne centrale ») est un organisme de droit public créé en 1992 et basé à Leipzig-Südvorstadt. Elle est membre de l'ARD (Communauté de travail des établissements de radiodiffusion de droit public de la République Fédérale d’Allemagne).
Il s'agit du service public de radio et de télévision pour les Länder de Saxe, Saxe-Anhalt et Thuringe.
La MDR édite la chaine de télévision MDR Fernsehen et plusieurs stations de radio.

## Histoire
Les origines de la Mitteldeutscher Rundfunk remontes à 1924 avec la création de la MIRAG (Mitteldeutschen Rundfunk AG). La MIRAG fut l'une des premières grandes sociétés de radiodiffusion en Allemagne (La radio étant apparue en 1923 en Allemagne. Lors de l'arrivée au pouvoir des Nazis, la MIRAG fut intégrée à la Reichssender Leipzig en 1934, lors de la centralisation des radios allemandes dans la Großdeutscher Rundfunk.
Après la Seconde Guerre mondiale, les forces d'occupations soviétiques créées en 1945, Radio Leipzig, en remplacement de la Reichssender Leipzig. Radio Leipzig diffusera quelques mois avant d'être remplacée par la Mitteldeutscher Rundfunk, Sender Leipzig, qui diffuse un nouveau programme depuis de nouveaux locaux à Leipzig. En plus de la station centrale de Leipzig, des programmes régionaux sont créés Dresde ou à Weimar par exemple.
En 1952, la République démocratique allemande supprime les cinq Länder et devient un État centralisé. La télévision et la radio connaîtront le même processus et seront unifiée dans la Deutscher Fernsehfunk (DFF) pour la télévision et la Rundfunk der DDR pour la radio. Tout cet ensemble sera basé à Berlin-Est. En septembre de la même année, le programme Sender Leipzig est remplacé par le programme de divertissement Berlin III. En 1956, Radio DDR met en place un programme régional pour Leipzig sous le nom de Sender Leipzig, dont le temps d'antenne atteindra près de 11 heures en 1989.
En juillet 1990, dans le cadre d'une nouvelle décentralisation de la DFF, les membres de l'ARD proposent la création de trois nouveaux radiodiffuseurs : Sachsen Radio pour la Saxe, Radio Sachsen Anhalt pour la Saxe-Anhalt et Thüringer Rundfunk pour le Thuringe pour la fin de l'année 1991. Mais finalement, lors de la modification du traité sur la radiodiffusion pour les cinq nouveaux Länder créés après la réunification, le 31 mai 1991, est créé un radiodiffuseur commun pour les Länder de Saxe, Saxe-Anhalt et Thuringe sous le nom de Mitteldeutscher Rundfunk (MDR). La MDR remplace officiellement les derniers restes de la DFF, le 1er janvier 1992 à minuit.
à la télévision, la MDR lance son programme régional MDR Fernsehen, en remplacement de DFF Länderkette. Il put être reçu à travers l'Europe par satellite à partir de 1993. Comme les autres radiodiffuseurs de l'ARD, la MDR participe au programme de télévision communautaire Das Erste depuis 1992.
Comme la télévision, les radios de la MDR ont commencé à émettre à partir du 1er janvier 1992 avec trois programmes régionaux pour les trois Länder : MDR 1 Radio Sachsen-Anhalt, MDR Radio 1 Sachsen (Saxe) et MDR 1 Radio Thüringen (Thuringe) ainsi que quatre autres radio (MDR Life, MDR Info, MDR Kultur et DT64) pour l'ensemble des trois Länder.
En février 1993, la MDR fait reconstruire un premier bâtiment sur le site de l'ancien abattoir de Leipzig. D'autres bâtiments vont être reconstruit dans le but de créer un nouvel ensemble qui sera l'une des composantes du nouveau siège de la MDR. La pièce maîtresse de cet ensemble sera le MDR-Zentral, nouveau siège de la MDR, inaugurée le 14 mai 2000. Il sera d'ailleurs, l'un des centres de télévision les plus moderne d'Europe.
Le 1er mai 1993, la radio jeune DT64 (ancienne radio jeune de la DDR-Rundfunks) change de nom pour devenir MDR Sputnik. En janvier 2000, la radio MDR Life, dont la programmation était axée sur le divertissement, est supprimé à la suite de son échec en ce qui concerne l'audience. La radio MDR Klassik est lancée le 6 mai 2002 et le 1er janvier 2004, MDR Kultur change de nom, pour devenir MDR Figaro à la suite d'une refonte de la programmation de MDR Kultur.
En avril 2001, la MDR doit faire face aux critiques de nombreux médias sur de possibles pertes financières importantes, s'élevant à plusieurs millions de Deutsche Mark à cause de certaines transactions financières. Dans un communiqué, la MDR a nié ces allégations en expliquant qu'elle a le droit d'investir dans des titres financiers à risque. De nombreux politiciens régionaux ont critiqué la gestion financière de la MDR.

## Programmes
La MDR diffuse une chaîne de télévision et neuf radios.

### Télévision
- MDR Fernsehen : Programme de télévision régional pour les Länder de Saxe, de Saxe-Anhalt et de Thuringe.

### Radios
- MDR 1 Radio Sachsen: Programme régionale pour le Land de Saxe.
- MDR Sachsen-Anhalt : Programme régional pour le Land de Saxe-Anhalt.
- MDR Thüringen : Programme régional pour le Land de Thuringe.
- MDR Jump : Radio dont la programmation est centrée sur la musique pop.
- MDR Kultur : Radio culturelle avec une programmation musicale Pop, Rock, Jazz et classique.
- MDR Aktuell : Radio d'informations.
- MDR Sputnik : (anciennement DT64) Radio pour les jeunes
- Sorbischer Rundfunk : Radio en collaboration avec la rbb en Sorabe (dialecte slave).
- MDR Klassik : Peut être reçu seulement en DAB, par Internet et en DVB-S: Radio dont la programmation est centrée sur la musique classique. Elle prend le relais de MDR Kultur pendant plusieurs heures chaque jour.

## Logos

Logo de la MIRAG en 1924.
Logo de la MDR de 1992 à 2003.
Logo de la MDR de 2004 à 2016.
Logo de la MDR depuis 2017.